# المشاط السوداني

## تاريخه
السودانيات عرفن (المشاط) عند دخول المسيحية إلى مملكة (دنقلا) العجوز بحسب مؤرخين، و انتشر في جميع أنحاء السودان بأشكال متباينة منها ما يعكس وجه القبيلة أو يميزها أو يوصف بها. وبدأ ظهور المشاط في شمال السودان ووقتها كان يقسم الشعر إلى أربعة أجزاء في شكل صليب.. فيما يعرف بـ(مشطة الفقيرية) الشهيرة .
المشاط موجود منذ عهد مملكة تاسيتى وتوجد مؤميات ممشطة

## انواعة
استمر المشاط في السودان وإلى الآن وتطورت أنواعه وأشكاله واتخذ أسماءً عديدة في كل منطقة، وأضحى بعض الشباب يمشطون شعرهم كنوع من التسريح والتصفيف  مؤخراً كما النساء، ولكن اندثر بعض الشيء واختفت معالمه وكل طقوسه القديمة. والآن أصبحت أجهزة وكريمات التصفيف تستخدم في تسريح شعر النساء، وبات المشاط غير مرغوب فيه كما السابق وإن بدت الرغبة فإنه يكون داخل الكوافيرات بأسعار غالية .

## طقوسه
ارتبط المشاط بجمال المرأة السودانية لأنه يميز شخصيتها، وللمشاط مسميات في السابق مثلا (الكوفات، السودان قفل، والمساير)، كان المشاط جزءاً أساسياً من مظهر النساء والبنات والعروس يوم يسمى (قعدة المشاط) يتم في أجواء تحتوي على مراسم يدعو النساء وذبح الذبائح وعمل القهوة وتتغنى الفتيات بأغنيات السيرة 

## مسمياته
لكن اليوم مع انتشار مراكز التجميل تطور المشاط  واختلفت مسمياته وأشكاله وألوانه مثل (صفقة، مشاط حبشي، أفريقي، بوب، الذي يتم تزيينه بحبات الودع والسكسك)، خاصة بعد دخول الأحباش في مراكز التجميل يمكنك اختيار المشاط ولونه الشعر والحبش يتميزون بإجادة عمل المشاط، أصبحت الفتيات مقبلات عليه أكثر من الحبوبات .    

## اسعاره
إن كلفة المشاط أصبحت تفوق كلفة التسريحة في مركز التجميل لأنه يستغرق زمناً طويلاً فيما يكلف الزبونة إحضار (3) بكتات من الشعر المستعار، ويتراوح سعر البكت الواحد (30 ـ 40) جنيهاً، بينما تختلف أسعار المشاط بين (120 ـ 250).
أكثر أنواع المشاط في هذه الفترة (البنسل، الشبكة، المتاهة، الشتات والبرش  )
المشاط اختلف عن السنوات السابقة ومع دخول الحبش والوافدين من إثيوبيا إلى السودان أحدثوا نقلة في عالم المشاط  وأصبح مرغوباً للبنات خاصة في موسم الأعياد .
إن للمشاط احتياجاته ومقوماته ومنها السرعة وأصبحت التكنولوجيا متوفرة وبها جميع الأشكال. وأضافت أن المشاط أضحى موجة منتشرة عالميا خاصة في أفريقيا، الحبشة، الصومال، نيجيريا وإرتيريا.
من أنواع   المشاط مشاط الفقيرية حيث يجزا الشعر إلى قسمين وباقي الشعر يمشط للخلف، والشتح يقسم الشعر إلى قسمين متساويين، ودائما يكون عند قبائل الرحل بشمال كردفان، وكانت في السابق توجد نوعية من المشاط تسمى بالشياطين بجمع الشعر من قاعدة الرأس ويكون ممشط رأسياً .